# Ekpwassong 1
Ekpwassong 1 est un village du Cameroun situé dans le département du Haut-Nyong et la région de l'Est.
Il fait partie de la commune de Nguelemendouka.

## Population
Lors du recensement de 2005, Ekpwassong 1 comptais 361 habitants.
Selon le Plan Communal de Développement de Nguelemendouka (2012), la population locale était de 689 personnes.

## Développement
Selon le Plan Communal de Développement de Nguelemendouka (2012), plusieurs mesures ont été envisagées pour le développement de Ekpwassong 1.
1. Réhabilitation du poste agricole d’Ekpwassong I
2. Construction et équipement d'un magasin de stockage
3. Construction et équipement d'infrastructures dans l'école primaire d'Ekpwassong I
4. Construction d'un point d’eau et la réhabilitation de 2 points d’eau
5. Extension du réseau électrique
6. Création et équipement d'une unité de prise en charge dans les formations sanitaires